# Canton de Brive-la-Gaillarde-4
Le canton de Brive-la-Gaillarde-4 est une circonscription électorale française du département de la Corrèze créée par le décret du 24 février 2014 et entrée en vigueur lors des élections départementales de 2015.

## Histoire
Un nouveau découpage territorial de la Corrèze entre en vigueur en mars 2015, défini par le décret du 24 février 2014, en application des lois du 17 mai 2013 (loi organique 2013-402 et loi 2013-403). Les conseillers départementaux sont, à compter de ces élections, élus au scrutin majoritaire binominal mixte. Les électeurs de chaque canton élisent au Conseil départemental, nouvelle appellation du Conseil général, deux membres de sexe différent, qui se présentent en binôme de candidats. Les conseillers départementaux sont élus pour 6 ans au scrutin binominal majoritaire à deux tours, l'accès au second tour nécessitant 12,5 % des inscrits au 1er tour. En outre la totalité des conseillers départementaux est renouvelée. Ce nouveau mode de scrutin nécessite un redécoupage des cantons dont le nombre est divisé par deux avec arrondi à l'unité impaire supérieure si ce nombre n'est pas entier impair, assorti de conditions de seuils minimaux. Dans la Corrèze, le nombre de cantons passe ainsi de 37 à 19. Le canton de Brive-la-Gaillarde-4 est issu d'un remodelage des différents cantons Brive-la-Gaillarde-Centre, Brive-la-Gaillarde-Nord-Est, Brive-la-Gaillarde-Nord-Ouest, Brive-la-Gaillarde-Sud-Est et Brive-la-Gaillarde-Sud-Ouest.

## Représentation
| Période élective | Période élective | Mandat | Mandat   | Identité       | Nuance | Nuance | Qualité                                                                                            |
| ---------------- | ---------------- | ------ | -------- | -------------- | ------ | ------ | -------------------------------------------------------------------------------------------------- |
| 2015             | 2021             | 2015   | 2021     | Najat Deldouli |        | LR     | Conseillère municipale de Brive-la-Gaillarde (depuis 2014)                                         |
| 2015             | 2021             | 2015   | 2021     | Franck Peyret  |        | LR     | Consultant et formateur, conseiller municipal de Brive-la-Gaillarde (depuis 2014)                  |
| 2021             | 2028             | 2021   | en cours | Audrey Bartout |        | LR     | Commerçante, conseillère municipale de Brive-la-Gaillarde                                          |
| 2021             | 2028             | 2021   | en cours | Franck Peyret  |        | LR     | Conseiller sortant, Vice-Président délégué à la promotion du territoire et participation citoyenne |

### Résultats détaillés

#### Élections de mars 2015
À l'issue du 1er tour des élections départementales de 2015, deux binômes sont en ballottage : Najat Deldouli et Franck Peyret (UMP, 43,27 %) et Patricia Broussolle et Jean-Jacques Thomas (PS, 34,53 %). Le taux de participation est de 49,43 % (4 818 votants sur 9 748 inscrits) contre 59,60 % au niveau départemental et 50,17 % au niveau national.
Au second tour, Najat Deldouli et Franck Peyret (UMP) sont élus avec 50,12 % des suffrages exprimés et un taux de participation de 49,96 % (2 155 voix pour 4 868 votants et 9 744 inscrits).

#### Élections de juin 2021
Le premier tour des élections départementales de 2021 est marqué par un très faible taux de participation (33,26 % au niveau national). Dans le canton de Brive-la-Gaillarde-4, ce taux de participation est de 29,1 % (2 814 votants sur 9 669 inscrits) contre 42,13 % au niveau départemental. À l'issue de ce premier tour, deux binômes sont en ballottage : Audrey Bartout et Franck Peyret (DVD, 38,5 %) et Fabienne Cassagnes et Paul Roche (Union à gauche, 27,04 %).
Le second tour des élections est marqué une nouvelle fois par une abstention massive équivalente au premier tour. Les taux de participation sont de 34,3 % au niveau national, 43,69 % dans le département et 31,54 % dans le canton de Brive-la-Gaillarde-4. Audrey Bartout et Franck Peyret (DVD) sont élus avec 55,92 % des suffrages exprimés (1 550 voix pour 3 050 votants et 9 671 inscrits),,.

## Composition
| Nom                                        | Code Insee | Intercommunalité      | Superficie (km2) | Population (dernière pop. légale)                | Densité (hab./km2) | Modifier                                    |
| ------------------------------------------ | ---------- | --------------------- | ---------------- | ------------------------------------------------ | ------------------ | ------------------------------------------- |
| Brive-la-Gaillarde (bureau centralisateur) | 19031      | CA du Bassin de Brive | 48,59            | Fraction : 13 104 (2022) Commune : 46 769 (2022) | 963                | modifier les données · modifier les données |
| Canton de Brive-la-Gaillarde-4             | 1906       |                       |                  | 13 104 (2022)                                    |                    | modifier les données                        |

Le canton de Brive-la-Gaillarde-4 comprend la partie de la commune de Brive-la-Gaillarde non incluse dans les cantons de Brive-la-Gaillarde-1, Brive-la-Gaillarde-2 et Brive-la-Gaillarde-3.

## Démographie
En 2022, le canton comptait 13 104 habitants, en évolution de −3,22 % par rapport à 2016 (Corrèze : −0,59 %, France hors Mayotte : +2,11 %).
| 2013   | 2018   | 2022   |
| ------ | ------ | ------ |
| 13 538 | 13 290 | 13 104 |

## Historique des élections

### Élection de 2015
| Candidats           | Partis      | Partis      | Premier tour | Premier tour | Second tour | Second tour |
| Candidats           | Partis      | Partis      | Voix         | %            | Voix        | %           |
| ------------------- | ----------- | ----------- | ------------ | ------------ | ----------- | ----------- |
| Najat Deldouli      |             | UMP         | 1 757        | 41,41        | 2 155       | 50,12       |
| Franck Peyret       |             | UMP         | 1 757        | 41,41        | 2 155       | 50,12       |
| Patricia Broussolle |             | PS          | 1 465        | 34,53        | 2 145       | 49,88       |
| Jean-Jacques Thomas |             | PS          | 1 465        | 34,53        | 2 145       | 49,88       |
| Fabienne Cassagnes  |             | PCF         | 1 021        | 24,06        |             |             |
| Alain Vacher        |             | PCF         | 1 021        | 24,06        |             |             |
|                     |             |             |              |              |             |             |
| Inscrits            | Inscrits    | Inscrits    | 9 748        | 100,00       | 9 744       | 100,00      |
| Abstentions         | Abstentions | Abstentions | 4 930        | 50,57        | 4 876       | 50,04       |
| Votants             | Votants     | Votants     | 4 818        | 49,43        | 4 868       | 49,96       |
| Blancs              | Blancs      | Blancs      | 303          | 6,29         | 294         | 6,04        |
| Nuls                | Nuls        | Nuls        | 272          | 5,65         | 274         | 5,63        |
| Exprimés            | Exprimés    | Exprimés    | 4 243        | 88,07        | 4 300       | 88,33       |

### Élection de 2021
| Candidats                | Partis                   | Partis                   | Premier tour | Premier tour | Second tour | Second tour |
| Candidats                | Partis                   | Partis                   | Voix         | %            | Voix        | %           |
| ------------------------ | ------------------------ | ------------------------ | ------------ | ------------ | ----------- | ----------- |
| Audrey Bartout           |                          | LR                       | 1 031        | 38,50        | 1 550       | 55,92       |
| Franck Peyret            |                          | LR                       | 1 031        | 38,50        | 1 550       | 55,92       |
| Fabienne Cassagnes       |                          | PCF                      | 724          | 27,04        | 1 222       | 44,08       |
| Paul Roche               |                          | PS                       | 724          | 27,04        | 1 222       | 44,08       |
| Vincent Coste            |                          | RN                       | 438          | 16,36        |             |             |
| Danielle Serrano         |                          | RN                       | 438          | 16,36        |             |             |
| Chloé Herzhaft           |                          | EÉLV                     | 413          | 15,42        |             |             |
| Cyril Nouhen             |                          | EÉLV                     | 413          | 15,42        |             |             |
| Élisabeth Dauthuille     |                          | LP                       | 72           | 2,69         |             |             |
| Thierry Dumas            |                          | LP                       | 72           | 2,69         |             |             |
|                          |                          |                          |              |              |             |             |
| Suffrages exprimés       | Suffrages exprimés       | Suffrages exprimés       | 2 678        | 95,17        | 2 772       | 90,89       |
| Votes blancs             | Votes blancs             | Votes blancs             | 78           | 29,10        | 160         | 5,25        |
| Votes nuls               | Votes nuls               | Votes nuls               | 58           | 2,06         | 118         | 3,87        |
| Total                    | Total                    | Total                    | 2 814        | 100          | 3 050       | 100         |
| Abstention               | Abstention               | Abstention               | 6 855        | 70,90        | 6 621       | 68,46       |
| Inscrits / participation | Inscrits / participation | Inscrits / participation | 9 669        | 29,10        | 9 671       | 31,54       |